# Xoliswa Sithole
Xoliswa Sithole (nascido em 1967) é uma atriz e cineasta sul-africana criada em Zimbabué. Ela ganhou o Prémio Peabody , em 2010, pelo seu documentário Zimbabwe's Forgotten Children.

## Obra

### Como actriz
Grita libertad (1987)
Mandela (1987)

### Como directora
Shouting Silent (2002)

### Como produtora
The Orphans of Nkandla (2004)